# Mistrzostwa Chorwacji w piłce nożnej mężczyzn
Mistrzostwa Chorwacji w piłce nożnej (chorw. Prvenstvo Hrvatske u nogometu) – rozgrywki piłkarskie, prowadzone cyklicznie – corocznie lub co sezonowo (na przełomie dwóch lat kalendarzowych) – mające na celu wyłonienie najlepszej męskiej drużyny w Chorwacji.

## Historia
Mistrzostwa Chorwacji w piłce nożnej rozgrywane są od 1992 roku (Wcześniej od 1912 były rozgrywane jako nieoficjalne lub w składzie połączonej Jugosławii). Obecnie rozgrywki odbywają się w wielopoziomowych ligach: Prva HNL, Druga HNL, Treća HNL oraz niższych klasach.
W 1903 w Zagrzebiu powstał pierwszy chorwacki klub piłkarski HAŠK Zagrzeb, potem następne. Po założeniu chorwackiego związku piłkarskiego - HNS w 1912 roku, rozpoczął się proces zorganizowania pierwszych mistrzostw kraju. W sezonie 1912/13 wystartowały pierwsze nieoficjalne mistrzostwa piłkarskie w Trójjedynym Królestwie Chorwacji, Slawonii i Dalmacji, wchodzącego w skład Austro-Węgier. Uczestniczyły w nim 6 zespołów z Zagrzebia i zostały niedokończone (rozegrano 7 kolejek z 10). Następny sezon 1913/14 rozpoczęło 8 drużyn, ale rozpoczęcie I wojny światowej przeszkodziło dalszym rozgrywkom.
1 grudnia 1918 po zakończeniu I wojny światowej i po rozpadzie Austro-Węgier zamieszkane przez Słowian południowych komitaty Królestwa Chorwacji wraz z ziemiami Styrii i Krainy postanowiły zjednoczyć się z Serbią w Królestwo Serbów, Chorwatów i Słoweńców, późniejszą Jugosławię. Po założeniu jugosłowiańskiej federacji piłkarskiej – NSJ (chorw. Nogometni Savez Jugoslavije) w kwietniu 1919 roku w Zagrzebiu, rozpoczął się proces zorganizowania pierwszych ligowych Mistrzostw Królestwa Serbów, Chorwatów i Słoweńców w sezonie 1923. Do 1927 roku rozgrywki odbywały się systemem pucharowym. W sezonie 1928 organizowane pierwsze ligowe rozgrywki. W rozgrywkach brało udział 6 zespołów, grając systemem kołowym. W sezonie 1931/32 i 1935/36 rozgrywano systemem pucharowym. Zwycięzca turnieju otrzymywał tytuł mistrza Jugosławii.
3 października 1929 zmieniono nazwę państwa na „Królestwo Jugosławii”, również Związek Piłkarski w maju 1930 został przeniesiony do Belgradu i przyjął serbską nazwę FSJ (Fudbalski savez Jugoslavije). Protestując na przemieszczenie siedziby chorwaccy piłkarze i trenerzy bojkotowali do 1945 reprezentację narodową Jugosławii. W 1939 po utworzeniu autonomicznej Banowiny Chorwacji prowadzone osobno rozgrywki mistrzostw Banowiny Chorwacji w sezonach 1939/1940 i 1940/1941 oraz mistrzostw Serbii w sezonie 1940/1941.
W czasie II wojny światowej w roku 1941 faszystowskie ugrupowanie ustaszy na czele z Ante Paveliciem przejęło władzę, ogłosiło niepodległość i powstało Niepodległe Państwo Chorwackie (NDH). Terytorium Chorwacji sprzymierzonej wówczas z Niemcami obejmowało Chorwację właściwą (choć nie całą, część terytorium przyłączono do Włoch) oraz tereny dzisiejszej Bośni i Hercegowiny. W latach 1941–1944 prowadzone mistrzostwa NDH.
W 1945 po utworzeniu Socjalistycznej Federacyjnej Republiki Jugosławii Chorwacja została włączona do jej składu i kontynuowano rozgrywki o mistrzostwo Jugosławii w najwyższej lidze, zwanej Prva savezna liga. Od 12 do 19 sierpnia 1945 roku odbyło się pierwsze mistrzostwa Federalne države Hrvatske (następnie zwanej NR Hrvatske, a potem SR Hrvatske), w którym uczestniczyły reprezentacje miast i okręgów. W 1946 roku rozgrywano kwalifikacje w Chorwacji oraz innych republikach dla uczestnictwa w przyszłych mistrzostwach Jugosławii. W tym turnieju, zwanym Hrvatska liga, brało udział 8 klubów.
Po upadku SFR Jugosławii w 1991 roku proklamowano niepodległość Chorwacji; rozpoczęła się wojna z Jugosławią (de facto z Serbią, wspomaganą przez oddziały czarnogórskie).
W 1992 zainaugurowano rozgrywki zawodowej I ligi chorwackiej.

## Mistrzowie i pozostali medaliści
Nieoficjalne
| 1912–1918 | Mistrzostwa Austro-Węgier |

| Sezon                                      | Gr. | K | K | T | Mistrz            | Wicemistrz        | III miejsce       | Br. | Król strzelców                            | Uwagi                                                          |
| Prvenstvo Hrvatske i Slavonije u nogometu  |     |   |   |   |                   |                   |                   |     |                                           |                                                                |
| 1912/13                                    |     |   |   | 1 | HAŠK Zagrzeb      | Concordia Zagrzeb | Građanski Zagrzeb | ?   | ?                                         | 6 klubów, nie dokończono                                       |
| 1913/14                                    |     |   |   |   |                   |                   |                   | ?   | ?                                         | 8 klubów, nie dokończono                                       |
| 1914-1918                                  |     |   |   |   |                   |                   |                   |     | nie rozgrywano z powodu I wojny światowej |                                                                |
| Prvenstvo Zagrebačkog nogometnog podsaveza |     |   |   |   |                   |                   |                   |     |                                           |                                                                |
| 1918                                       | I   |   |   | 2 | HAŠK Zagrzeb      |                   | Croatia Zagrzeb   | ?   | ?                                         | 6 klubów w turnieju I, 5 klubów w turnieju II - niedokończonym |
| 1918                                       | II  |   |   | 1 | Građanski Zagrzeb |                   |                   | ?   | ?                                         | 6 klubów w turnieju I, 5 klubów w turnieju II - niedokończonym |

| 1923–1941 | Mistrzostwa Jugosławii (do 1929 Królestwa Serbów, Chorwatów i Słoweńców) |

W latach 1919–1940 chorwackie zespoły występowały w okręgach Zagrzeb, Split (od 1920) oraz Osijek (od 1924), z których kwalifikowali się do rozgrywek pucharowych (1923–1926, 1931/32, 1935/36) oraz ligowych (1927–1931, 1932–1935, 1936–1940) na najwyższym szczeblu mistrzostw Jugosławii. Od sezonu 1932/33 najlepsze kluby okręgu Zagrzeb nie brali udziału w mistrzostwach okręgu ze względu na ich wyniki w Mistrzostwach Jugosławii, dlatego rozgrywki w okręgu były drugiego poziomu, z wyjątkiem sezonu 1935/36 (wówczas były I poziomu).
Mistrzostwo okręgu Zagrzeb rozgrywano w Zagrzebiu oraz w innych żupaniach, które wchodziły do składu okręgu piłkarskiego Zagrzeb (w 1919 należało 6 żupanii, a w 1924 już 13 żupanii). Mistrz został wyłoniony w finałowym meczu pomiędzy zwycięzcą Zagrzebia i zwycięzcą prowincji (mistrzami wszystkich żupanii). Mistrzostwa Zagrzebia rozgrywane były systemem ligowym w 1, 2 lub 3 ligach, a mistrzostwa prowincji rozgrywane systemem pucharowym.
| Sezon                                      | K   | K | T | Zwycięzca           | Wynik                              | Finalista               | Data, miejsce | Br. | Król strzelców | Uwagi                       |
| Prvenstvo Zagrebačkog nogometnog podsaveza |     |   |   |                     |                                    |                         |               |     |                |                             |
| 1919/20                                    |     |   | 2 | Građanski Zagrzeb   | nie rozegrano z nieznanych powodów | Marsonia (Brod na Savi) |               |     |                | Građanski uznano za mistrza |
| 1920/21                                    |     |   | 3 | HAŠK Zagrzeb        | 16:0                               | Cibalia (Vinkovci)      |               |     |                |                             |
| 1921/22                                    |     |   | 4 | HAŠK Zagrzeb        | 5:0                                | Slavija Osijek          |               |     |                |                             |
| 1923                                       |     |   | 3 | Građanski Zagrzeb   | 4:0                                | Varaždinski ŠK          |               |     |                |                             |
| 1923/24                                    |     |   | 4 | Građanski Zagrzeb   | 3:0 pd.                            | Marsonia Brod na Savi   |               |     |                |                             |
| 1924/25                                    |     |   | 5 | Građanski Zagrzeb   | 10:1                               | Čakovečki ŠK            |               |     |                |                             |
| 1925/26                                    |     |   | 6 | Građanski Zagrzeb   | 11:0                               | Bjelovarski GŠK         |               |     |                |                             |
| 1926/27                                    |     |   | 5 | HAŠK Zagrzeb        | 11:0                               | Krajišnik Banja Luka    |               |     |                |                             |
| 1927/28                                    |     |   | 7 | Građanski Zagrzeb   | 4:3                                | Marsonia Brod na Savi   |               |     |                |                             |
| 1928/29                                    |     |   | 6 | HAŠK Zagrzeb        |                                    | Čakovečki ŠK            |               |     |                |                             |
| 1929/30                                    |     |   | 7 | HAŠK Zagrzeb        |                                    | Marsonia Brod na Savi   |               |     |                |                             |
| 1930/31                                    |     |   | 8 | HAŠK Zagrzeb        | 4:0                                | Segesta Sisak           |               |     |                |                             |
| 1931/32                                    |     |   | 9 | HAŠK Zagrzeb        |                                    | Segesta Sisak           |               |     |                |                             |
| 1932/33                                    |     |   | 1 | Viktorija Zagrzeb   | 7:3                                | Segesta Sisak           |               |     |                |                             |
| 1932/33                                    | 4:1 |   | 1 | Viktorija Zagrzeb   |                                    | Segesta Sisak           |               |     |                |                             |
| 1933/34                                    |     |   | 1 | Slavija Varaždin    | 3:1                                | Željezničar Zagrzeb     |               |     |                | ?                           |
| 1933/34                                    | 1:0 |   | 1 | Slavija Varaždin    |                                    | Željezničar Zagrzeb     |               |     |                | ?                           |
| 1934/35                                    |     |   | 2 | Slavija Varaždin    | 2:2                                | Šparta Zagrzeb          |               |     |                |                             |
| 1934/35                                    | 7:2 |   | 2 | Slavija Varaždin    |                                    | Šparta Zagrzeb          |               |     |                |                             |
| 1935/36                                    |     |   | 1 | Concordia Zagrzeb   |                                    |                         |               |     |                |                             |
| 1936/37                                    |     |   | 3 | Slavija Varaždin    |                                    |                         |               |     |                |                             |
| 1937/38                                    |     |   | 4 | Slavija Varaždin    |                                    |                         |               |     |                |                             |
| 1938/39                                    |     |   | 2 | Concordia Zagrzeb   |                                    |                         |               |     |                |                             |
| 1939/40                                    |     |   | 1 | Željezničar Zagrzeb |                                    |                         |               |     |                |                             |

| Sezon                                           | K | K | T    | Mistrz                     | Wicemistrz             | III miejsce                               | Br. | Król strzelców                    | Uwagi                             |
| Hrvatsko-slovenska liga                         |   |   |      |                            |                        |                                           |     |                                   |                                   |
| 1939/40                                         |   |   | 8    | Građanski Zagrzeb          | HAŠK Zagrzeb           | Hajduk Split                              | ?   | ?                                 | 10 klubów                         |
| Prvenstvo Banovine Hrvatske u nogometu          |   |   |      |                            |                        |                                           |     |                                   |                                   |
| 1940/41                                         |   |   | 1    | Hajduk Split               | Građanski Zagrzeb      | Concordia Zagrzeb                         | 27  | August Lešnik (Građanski Zagrzeb) | 10 klubów                         |
| Prvenstvo NDH u nogometu                        |   |   |      |                            |                        |                                           |     |                                   |                                   |
| 1941                                            |   |   | 9    | Građanski Zagrzeb          | Concordia Zagrzeb      | Željezničar Zagrzeb                       | ?   | ?                                 | 9 klubów, nie dokończono          |
| 1942                                            |   |   | 3    | Concordia Zagrzeb          | Građanski Zagrzeb      | SAŠK Sarajevo Hajduk Osijek               | ?   | ?                                 | 16 klubów, 4gr.+play-off          |
| 1943                                            |   |   | 10   | Građanski Zagrzeb          | HAŠK Zagrzeb           | Concordia Zagrzeb                         | 12  | Franjo Wölfl (Građanski Zagrzeb)  | 14 klubów,4 rundy                 |
| 1944                                            |   |   | 10 1 | HAŠK Zagrzeb SAŠK Sarajevo |                        | Građanski Zagrzeb Borovo (Borovo-Vukovar) | ?   | ?                                 | 18 klubów,3 rundy, nie dokończono |
| Prvenstvo Federalne države Hrvatske u nogometu  |   |   |      |                            |                        |                                           |     |                                   |                                   |
| 1945                                            |   |   | 2    | Hajduk J.A. Split          | Reprezentacija Zagreba |                                           | ?   | ?                                 | ? klubów, play-off                |
| Prvenstvo Narodne Republike Hrvatske u nogometu |   |   |      |                            |                        |                                           |     |                                   |                                   |
| 1946                                            |   |   | 3    | Hajduk Split               | Dinamo Zagrzeb         | Lokomotiva Zagrzeb                        | 13  | Frane Matošić (Hajduk Split)      | 8 klubów                          |

W latach 1945–1991 chorwackie zespoły występowały w I lub II lub III lidze jugosłowiańskiej.
| 1945–1991 | Mistrzostwa SFR Jugosławii |

oraz w Hrvatska republička nogometna liga jako część II ligi jugosłowiańskiej (1946/47, 1952), III (1948/49, 1951, 1973–1988) lub IV (1950, 1988–1991) i w Hrvatsko-slovenska nogometna liga jako część II (1952/53) lub III (1953–1955).
W sezonach 1955/56, 1956/57 i 1957/58 chorwackie kluby grali w wielu grupach, zwanych Nogometne zone NSJ (zamiennik zawieszonej 2. saveznej ligi).
Następnie, do 1969 na terytorium NR/SR Chorwacji istniały Zonske i podsavezne lige, jako ligi trzeciego poziomu. Również, po zakończeniu rozgrywek ligowych w ramach kwalifikacji do 2. saveznej ligi rozgrywano Prvenstvo Hrvatske.
Od 1969 do 1973 roku rozgrywano Amatersko prvenstvo Hrvatske, w których uczestniczyły drużyny ligi drugiej lub trzeciej "zonskih" lig.
| Sezon                              | Gr.          | K | K | T | Mistrz               | Wicemistrz                   | III miejsce                     | Br. | Król strzelców | Uwagi                                                                         |
| Hrvatska republička nogometna liga |              |   |   |   |                      |                              |                                 |     |                |                                                                               |
| 1946/47                            |              |   |   | 1 | Metalac Zagrzeb      | NK Zagrzeb                   | RNK Split                       | ?   | ?              | 9 klubów                                                                      |
| 1947/48                            |              |   |   |   |                      |                              |                                 |     | nie rozgrywano |                                                                               |
| 1948/49                            |              |   |   | 1 | Milicionar Zagrzeb   | NK Zagrzeb                   | HNK Šibenik                     | ?   | ?              | 10 klubów                                                                     |
| 1950                               |              |   |   | 5 | Tekstilac Varaždin   | Naprijed Sisak               | Jedinstvo Zagrzeb               | ?   | ?              | 12 klubów                                                                     |
| 1951                               |              |   |   | 1 | HNK Šibenik          | Naprijed Sisak               | Mladost Zagrzeb Dinamo Vinkovci | ?   | ?              | 10+11 klubów w 2 grupach (Jug/Sjever)+finał                                   |
| 1952                               | Zagreb župan |   |   | 6 | Tekstilac Varaždin   | Slavija Karlovac             | Sloboda Varaždin                | ?   | ?              | 10+10+10+10+10 klubów w 5 grupach                                             |
| 1952                               | Zagreb       |   |   | 2 | Metalac Zagrzeb      | Poštar Zagrzeb               | Dolomit Zagrzeb                 | ?   | ?              | 10+10+10+10+10 klubów w 5 grupach                                             |
| 1952                               | Osijek       |   |   | 1 | Proleter Osijek      | Slaven Borovo                | Dinamo Vinkovci                 | ?   | ?              | 10+10+10+10+10 klubów w 5 grupach                                             |
| 1952                               | Split        |   |   | 2 | HNK Šibenik          | HNK Dubrovnik                | Zmaj Makarska                   | ?   | ?              | 10+10+10+10+10 klubów w 5 grupach                                             |
| 1952                               | Rijeka)      |   |   | 1 | Kvarner Rijeka       | Lokomotiva Rijeka            | NK Pula                         | ?   | ?              | 10+10+10+10+10 klubów w 5 grupach                                             |
| Hrvatsko-slovenska nogometna liga  |              |   |   |   |                      |                              |                                 |     |                |                                                                               |
| 1952/53                            |              |   |   | 2 | Proleter Osijek      | Odred Lublana                | HNK Šibenik                     | ?   | ?              | 10 klubów                                                                     |
| 1953/54                            |              |   |   | 3 | Metalac Zagrzeb      | NK Ljubljana                 | Tekstilac Varaždin              | ?   | ?              | 12 klubów                                                                     |
| 1954/55                            |              |   |   | 1 | RNK Split            | HNK Rijeka                   | NK Borovo                       | ?   | ?              | 12 klubów                                                                     |
| Hrvatska nogometna liga            |              |   |   |   |                      |                              |                                 |     |                |                                                                               |
| 1973/74                            |              |   |   | 7 | Varteks Varaždin     | NK Zadar                     | Segesta Sisak                   | ?   | ?              | 17 klubów                                                                     |
| 1974/75                            |              |   |   | 1 | Dinamo Vinkovci      | NK Solin                     | NK Borovo                       | ?   | ?              | 18 klubów                                                                     |
| 1975/76                            |              |   |   | 1 | Metalac Sisak        | HNK Šibenik                  | NK Zadar BSK Slavonski Brod     | ?   | ?              | 12+12 klubów w 2 grupach (Jug/Sjever)+finał                                   |
| 1976/77                            |              |   |   | 1 | BSK Slavonski Brod   | NK Zadar                     | NK Solin NK Borovo              | ?   | ?              | 14+14 klubów w 2 grupach (Jug/Sjever)+finał                                   |
| 1977/78                            |              |   |   | 1 | Segesta Sisak        | NK Solin                     | Istra Pula Metalac Sisak        | ?   | ?              | 14+14 klubów w 2 grupach (Jug/Sjever)+finał                                   |
| 1978/79                            |              |   |   | 1 | Istra Pula           | BSK Slavonski Brod           | Orijent Rijeka NK Karlovac      | ?   | ?              | 14+14 klubów w 2 grupach (Jug/Sjever)+finał                                   |
| 1979/80                            |              |   |   | 1 | GOŠK-Jug Dubrovnik   | Varteks Varaždin             | NK Solin                        | ?   | ?              | 16 klubów                                                                     |
| 1980/81                            |              |   |   | 1 | NK Solin             | Metalac Sisak                | Orijent Rijeka                  | ?   | ?              | 16 klubów                                                                     |
| 1981/82                            |              |   |   | 8 | Varteks Varaždin     | Velebit Benkovac             | Metalac Sisak                   | ?   | ?              | 16 klubów                                                                     |
| 1982/83                            |              |   |   | 3 | HNK Šibenik          | Šparta Beli Manastir         | Orijent Rijeka                  | ?   | ?              | 16 klubów                                                                     |
| 1983/84                            | Istok        |   |   | 1 | Šparta Beli Manastir | NK Belišće                   | BSK Slavonski Brod              | ?   | ?              | 14+12+14+14 klubów w 4 grupach                                                |
| 1983/84                            | Jug          |   |   | 2 | RNK Split            | NK Zadar                     | NK Solin                        | ?   | ?              | 14+12+14+14 klubów w 4 grupach                                                |
| 1983/84                            | Sjever       |   |   | 1 | MTČ-Sloga Čakovec    | NK Karlovac                  | Metalac Sisak                   | ?   | ?              | 14+12+14+14 klubów w 4 grupach                                                |
| 1983/84                            | Zapad        |   |   | 1 | Orijent Rijeka       | Istra Pula                   | Nehaj Senj                      | ?   | ?              | 14+12+14+14 klubów w 4 grupach                                                |
| 1984/85                            | Istok        |   |   | 1 | NK Belišće           | Šparta Beli Manastir         | ?                               | ?   | ?              | 14+14+14+14 klubów w 4 grupach                                                |
| 1984/85                            | Jug          |   |   | 1 | NK Zadar             | Neretva Metković             | Dinara Knin                     | ?   | ?              | 14+14+14+14 klubów w 4 grupach                                                |
| 1984/85                            | Sjever       |   |   | 1 | NK Zagrzeb           | VIKO Omladinac Novo Selo Rok | Varteks Varaždin                | ?   | ?              | 14+14+14+14 klubów w 4 grupach                                                |
| 1984/85                            | Zapad        |   |   | 2 | Orijent Rijeka       | Istra Pula                   | Uljanik Pula                    | ?   | ?              | 14+14+14+14 klubów w 4 grupach                                                |
| 1985/86                            | Istok        |   |   | 2 | BSK Slavonski Brod   | Šparta Beli Manastir         | ?                               | ?   | ?              | 14+14+14+14 klubów w 4 grupach                                                |
| 1985/86                            | Jug          |   |   | 1 | Zmaj Makarska        | Dinara Knin                  | Neretva Metković                | ?   | ?              | 14+14+14+14 klubów w 4 grupach                                                |
| 1985/86                            | Sjever       |   |   | 2 | NK Zagrzeb           | Mladost Petrinja             | Varteks Varaždin                | ?   | ?              | 14+14+14+14 klubów w 4 grupach                                                |
| 1985/86                            | Zapad        |   |   | 3 | Orijent Rijeka       | Istra Pula                   | Nehaj Senj                      | ?   | ?              | 14+14+14+14 klubów w 4 grupach                                                |
| 1986/87                            | Istok        |   |   | 2 | Šparta Beli Manastir | BSK Slavonski Brod           | ?                               | ?   | ?              | 14+14+14+14 klubów w 4 grupach                                                |
| 1986/87                            | Jug          |   |   | 1 | Neretva Metković     | NK Zadar                     | Primorac Stobreč                | ?   | ?              | 14+14+14+14 klubów w 4 grupach                                                |
| 1986/87                            | Sjever       |   |   | 3 | NK Zagrzeb           | Jugokeramika Zaprešić        | Lokomotiva Zagrzeb              | ?   | ?              | 14+14+14+14 klubów w 4 grupach                                                |
| 1986/87                            | Zapad        |   |   | 2 | Istra Pula           | Orijent Rijeka               | Lučki radnik Rijeka             | ?   | ?              | 14+14+14+14 klubów w 4 grupach                                                |
| 1987/88                            |              |   |   | 3 | NK Zagrzeb           | BSK Slavonski Brod           | NK Belišće                      | ?   | ?              | 16 klubów w I lidze; II liga - 59 klubów w 4 grupach (Istok/Jug/Sjever/Zapad) |
| 1988/89                            | Istok        |   |   | 1 | Olimpija Osijek      | Elektra Osijek               | ?                               | ?   | ?              | 16+16+16+16 klubów w 4 grupach                                                |
| 1988/89                            | Jug          |   |   | 1 | Junak Sinj           | Borac Glavice                | Jadran Kaštel Sućurac           | ?   | ?              | 16+16+16+16 klubów w 4 grupach                                                |
| 1988/89                            | Sjever       |   |   | 1 | Trešnjevka Zagrzeb   | BSK Česma Bjelovar           | Samobor                         | ?   | ?              | 16+16+16+16 klubów w 4 grupach                                                |
| 1988/89                            | Zapad        |   |   | 3 | Istra Pula           | Pazinka Pazin                | Lučki radnik Rijeka             | ?   | ?              | 16+16+16+16 klubów w 4 grupach                                                |
| 1989/90                            | Istok        |   |   | 1 | Metalac OLT Osijek   | Sremac Bogdanovci            | ?                               | ?   | ?              | 16+16+16+16 klubów w 4 grupach                                                |
| 1989/90                            | Jug          |   |   | 2 | NK Solin             | Slaven Gruda                 | Dinara Knin                     | ?   | ?              | 16+16+16+16 klubów w 4 grupach                                                |
| 1989/90                            | Sjever       |   |   | 2 | Trešnjevka Zagrzeb   | NK Karlovac                  | NK Samobor                      | ?   | ?              | 16+16+16+16 klubów w 4 grupach                                                |
| 1989/90                            | Zapad        |   |   | 1 | Pazinka Pazin        | Istra Pula                   | Lučki radnik Rijeka             | ?   | ?              | 16+16+16+16 klubów w 4 grupach                                                |
| 1990/91                            | Istok        |   |   | 1 | Croatia Bogdanovci   | Spačva Vinkovci              | ?                               | ?   | ?              | 16+16+16+16 klubów w 4 grupach                                                |
| 1990/91                            | Jug          |   |   | 3 | MAR Solin            | Mosor Žrnovnica              | Jadran Ploče                    | ?   | ?              | 16+16+16+16 klubów w 4 grupach                                                |
| 1990/91                            | Sjever       |   |   | 1 | Špansko CB Zagreb    | NK Samobor                   | NK Karlovac                     | ?   | ?              | 16+16+16+16 klubów w 4 grupach                                                |
| 1990/91                            | Zapad        |   |   | 2 | Pazinka Pazin        | NK Labin                     | NK Kraljevica                   | ?   | ?              | 16+16+16+16 klubów w 4 grupach                                                |

Oficjalne
| Sezon                        | K | K | T  | Mistrz          | Wicemistrz               | III miejsce                  | Br. | Król strzelców                                                                | Uwagi                   |
| Prva hrvatska nogometna liga |   |   |    |                 |                          |                              |     |                                                                               |                         |
| 1992                         |   |   | 1  | Hajduk Split    | NK Zagrzeb               | NK Osijek                    | 12  | Ardian Kozniku (Hajduk Split)                                                 | 12 klubów               |
| 1992/93                      |   |   | 1  | Croatia Zagrzeb | Hajduk Split             | NK Zagrzeb                   | 23  | Goran Vlaović (Croatia Zagrzeb)                                               | 16 klubów               |
| 1993/94                      |   |   | 2  | Hajduk Split    | NK Zagrzeb               | Croatia Zagrzeb              | 29  | Goran Vlaović (Croatia Zagrzeb)                                               | 18 klubów               |
| 1994/95                      |   |   | 3  | Hajduk Split    | Croatia Zagrzeb          | NK Osijek                    | 23  | Robert Špehar (NK Osijek)                                                     | 16 klubów               |
| 1995/96                      |   |   | 2  | Croatia Zagrzeb | Hajduk Split             | Varteks Varaždin             | 19  | Igor Cvitanović (Croatia Zagrzeb)                                             | 22 kluby, 2gr., 2 rundy |
| 1996/97                      |   |   | 3  | Croatia Zagrzeb | Hajduk Split             | Hrvatski Dragovoljac Zagrzeb | 20  | Igor Cvitanović (Croatia Zagrzeb)                                             | 16 klubów               |
| 1997/98                      |   |   | 4  | Croatia Zagrzeb | Hajduk Split             | NK Osijek                    | 18  | Mate Baturina (NK Zagrzeb)                                                    | 12 kluby, 2 rundy       |
| 1998/99                      |   |   | 5  | Croatia Zagrzeb | HNK Rijeka               | Hajduk Split                 | 21  | Joško Popović (HNK Šibenik)                                                   | 12 kluby, 2 rundy       |
| 1999/00                      |   |   | 6  | Dinamo Zagrzeb  | Hajduk Split             | NK Osijek                    | 21  | Tomislav Šokota (Dinamo Zagrzeb)                                              | 12 kluby, 3 koła        |
| 2000/01                      |   |   | 4  | Hajduk Split    | Dinamo Zagrzeb           | NK Osijek                    | 20  | Tomislav Šokota (Dinamo Zagrzeb)                                              | 12 kluby, 2 rundy       |
| 2001/02                      |   |   | 1  | NK Zagrzeb      | Hajduk Split             | Dinamo Zagrzeb               | 22  | Ivica Olić (NK Zagrzeb)                                                       | 16 klubów               |
| 2002/03                      |   |   | 7  | Dinamo Zagrzeb  | Hajduk Split             | Varteks Varaždin             | 16  | Ivica Olić (Dinamo Zagrzeb)                                                   | 12 kluby, 2 rundy       |
| 2003/04                      |   |   | 5  | Hajduk Split    | Dinamo Zagrzeb           | HNK Rijeka                   | 18  | Robert Špehar (NK Osijek)                                                     | 12 kluby, 2 rundy       |
| 2004/05                      |   |   | 6  | Hajduk Split    | Inter Zaprešić           | NK Zagrzeb                   | 17  | Tomislav Erceg (HNK Rijeka)                                                   | 12 kluby, 2 rundy       |
| 2005/06                      |   |   | 8  | Dinamo Zagrzeb  | HNK Rijeka               | Varteks Varaždin             | 22  | Ivan Bošnjak (Dinamo Zagrzeb)                                                 | 12 kluby, 2 rundy       |
| 2006/07                      |   |   | 9  | Dinamo Zagrzeb  | Hajduk Split             | NK Zagrzeb                   | 34  | Eduardo da Silva (Dinamo Zagrzeb)                                             | 12 kluby, 3 koła        |
| 2007/08                      |   |   | 10 | Dinamo Zagrzeb  | Slaven Belupo Koprivnica | NK Osijek                    | 21  | Želimir Terkeš (NK Zadar)                                                     | 12 kluby, 3 koła        |
| 2008/09                      |   |   | 11 | Dinamo Zagrzeb  | Hajduk Split             | HNK Rijeka                   | 16  | Mario Mandžukić (Dinamo Zagrzeb)                                              | 12 kluby, 3 koła        |
| 2009/10                      |   |   | 12 | Dinamo Zagrzeb  | Hajduk Split             | Cibalia Vinkovci             | 18  | Davor Vugrinec (NK Zagrzeb)                                                   | 16 klubów               |
| 2010/11                      |   |   | 13 | Dinamo Zagrzeb  | Hajduk Split             | RNK Split                    | 19  | Ivan Krstanović (NK Zagrzeb)                                                  | 16 klubów               |
| 2011/12                      |   |   | 14 | Dinamo Zagrzeb  | Hajduk Split             | Slaven Belupo Koprivnica     | 15  | Fatos Bećiraj (Dinamo Zagrzeb)                                                | 16 klubów               |
| 2012/13                      |   |   | 15 | Dinamo Zagrzeb  | Lokomotiva Zagrzeb       | HNK Rijeka                   | 19  | Leon Benko (HNK Rijeka)                                                       | 12 kluby, 3 koła        |
| 2013/14                      |   |   | 16 | Dinamo Zagrzeb  | HNK Rijeka               | Hajduk Split                 | 22  | Duje Čop (Dinamo Zagrzeb)                                                     | 10 klubów, 4 koła       |
| 2014/15                      |   |   | 17 | Dinamo Zagrzeb  | HNK Rijeka               | Hajduk Split                 | 21  | Andrej Kramarić (HNK Rijeka)                                                  | 10 klubów, 4 koła       |
| 2015/16                      |   |   | 18 | Dinamo Zagrzeb  | HNK Rijeka               | Hajduk Split                 | 25  | Ilija Nestorowski (Inter Zaprešić)                                            | 10 klubów, 4 koła       |
| 2016/17                      |   |   | 1  | HNK Rijeka      | Dinamo Zagrzeb           | Hajduk Split                 | 18  | Márkó Futács (Hajduk Split)                                                   | 10 klubów, 4 koła       |
| 2017/18                      |   |   | 19 | Dinamo Zagrzeb  | HNK Rijeka               | Hajduk Split                 | 17  | El Arbi Hillel Soudani (Dinamo)                                               | 10 klubów, 4 koła       |
| 2018/19                      |   |   | 20 | Dinamo Zagrzeb  | HNK Rijeka               | NK Osijek                    | 19  | Mijo Caktaš (Hajduk Split)                                                    | 10 klubów, 4 koła       |
| 2019/20                      |   |   | 21 | Dinamo Zagrzeb  | Lokomotiva Zagrzeb       | HNK Rijeka                   | 20  | Mijo Caktaš (Hajduk Split) Antonio Čolak (HNK Rijeka) Mirko Marić (NK Osijek) | 10 klubów, 4 koła       |
| 2020/21                      |   |   | 22 | Dinamo Zagrzeb  | NK Osijek                | HNK Rijeka                   | 22  | Ramón Miérez (NK Osijek)                                                      | 10 klubów, 4 koła       |
| 2021/22                      |   |   | 23 | Dinamo Zagrzeb  | Hajduk Split             | NK Osijek                    | 28  | Marko Livaja (Hajduk Split)                                                   | 10 klubów, 4 koła       |
| 2022/23                      |   |   | 24 | Dinamo Zagrzeb  | Hajduk Split             | NK Osijek                    | 19  | Marko Livaja (Hajduk Split)                                                   | 10 klubów, 4 koła       |
| 2023/24                      |   |   | 25 | Dinamo Zagrzeb  | HNK Rijeka               | Hajduk Split                 | 18  | Ramón Miérez (NK Osijek)                                                      | 10 klubów, 4 koła       |
| 2024/25                      |   |   | 2  | HNK Rijeka      | Dinamo Zagrzeb           | Hajduk Split                 | 19  | Marko Livaja (Hajduk Split)                                                   | 10 klubów, 4 koła       |

## Statystyka

### Klasyfikacja według klubów
W dotychczasowej historii oficjalnych Mistrzostw Chorwacji na podium oficjalnie stawało w sumie 12 drużyn. Liderem klasyfikacji jest Dinamo Zagrzeb, który zdobył 25 tytułów mistrzowskich.
Stan po sezonie 2024/2025.
| Lp. | Klub                         | Miejsca na podium | Miejsca na podium | Miejsca na podium | Zwycięskie sezony                                 |   |   | |
| --- | ---------------------------- | ----------------- | ----------------- | ----------------- | ------------------------------------------------- | - | - | --- |
| Lp. | Klub                         | 1.                | Dinamo Zagrzeb    | 25                | Zwycięskie sezony                                 | 5 | 2 | 1992/93, 1995/96, 1996/97, 1997/98, 1998/99, 1999/00, 2002/03, 2005/06, 2006/07, 2007/08, 2008/09, 2009/10, 2010/11, 2011/12, 2012/13, 2013/14, 2014/15, 2015/16, 2017/18, 2018/19, 2019/20, 2020/21, 2021/22, 2022/23, 2023/24 |
| 2.  | Hajduk Split                 | 6                 | 14                | 8                 | 1992, 1993/94, 1994/95, 2000/01, 2003/04, 2004/05 |   |   | |
| 3.  | HNK Rijeka                   | 2                 | 8                 | 5                 | 2016/17, 2024/25                                  |   |   | |
| 4.  | NK Zagrzeb                   | 1                 | 2                 | 3                 | 2001/02                                           |   |   | |
| 5.  | Lokomotiva Zagrzeb           | 0                 | 2                 | 0                 |                                                   |   |   | |
| 6.  | NK Osijek                    | 0                 | 1                 | 9                 |                                                   |   |   | |
| 7.  | Slaven Belupo Koprivnica     | 0                 | 1                 | 1                 |                                                   |   |   | |
| 8.  | Inter Zaprešić               | 0                 | 1                 | 0                 |                                                   |   |   | |
| 9.  | Varteks Varaždin             | 0                 | 0                 | 3                 |                                                   |   |   | |
| 10. | Cibalia Vinkovci             | 0                 | 0                 | 1                 |                                                   |   |   | |
| 10. | Hrvatski Dragovoljac Zagrzeb | 0                 | 0                 | 1                 |                                                   |   |   | |
| 10. | RNK Split                    | 0                 | 0                 | 1                 |                                                   |   |   | |

### Klasyfikacja według miast
Siedziby klubów: Stan po sezonie 2024/2025.
| Miasto  | Liczba tytułów | Kluby                               |
| ------- | -------------- | ----------------------------------- |
| Zagrzeb | 26             | Dinamo Zagrzeb (25), NK Zagrzeb (1) |
| Split   | 6              | Hajduk Split (6)                    |
| Rijeka  | 2              | HNK Rijeka (2)                      |

## Uczestnicy
Jest 40 zespołów, które wzięły udział w 34 sezonach Mistrzostw Chorwacji, które były prowadzone od 1992 aż do sezonu 2024/25 łącznie. Tylko Dinamo Zagreb, Hajduk Split, NK Osijek i HNK Rijeka były zawsze obecni w każdej edycji.
Pogrubione zespoły biorące udział w sezonie 2024/25.
- 34 razy: Dinamo Zagrzeb, Hajduk Split, NK Osijek, HNK Rijeka
- 28 razy: Slaven Belupo Koprivnica
- 24 razy: NK Zagrzeb
- 22 razy: Cibalia Vinkovci, HNK Šibenik
- 21 razy: NK Varaždin (1931–2015)
- 20 razy: Inter Zaprešić, NK Zadar
- 19 razy: Istra 1961 Pula
- 16 razy: Lokomotiva Zagrzeb
- 9,5 razy: Hrvatski Dragovoljac Zagrzeb
- 7 razy: HNK Gorica, RNK Split
- 6 razy: Istra Pula, Kamen Ingrad Velika, Marsonia Slavonski Brod
- 5 razy: Međimurje Čakovec, Segesta Sisak, NK Varaždin (2012)
- 3,5 razy: HNK Suhopolje
- 3 razy: NK Belišće, HNK Dubrovnik 1919, NK Karlovac, NK Rudeš
- 2 razy: Croatia Sesvete, NK Čakovec, Pazinka Pazin, Pomorac Kostrena, Primorac Stobreč, Radnik Velika Gorica
- 1 raz: Dubrava Zagrzeb, NK Lučko, Neretva Metković, Orijent Rijeka, NK Samobor, TŠK Topolovac, NK Vukovar ’91